# Parkesia motacilla
Il tordo acquaiolo della Louisiana (Parkesia motacilla (Vieillot, 1809)) è un uccello della famiglia dei Parulidi originario delle regioni orientali degli Stati Uniti.

## Descrizione
Grazioso uccellino dal piumaggio dai colori criptici, il tordo acquaiolo della Louisiana è famoso per la sua peculiare abitudine di agitare la coda. Questa abitudine caratteristica ha conferito a questa specie sia il nome del genere a cui essa veniva ascritta in passato, Seiurus, che il suo epiteto specifico, motacilla, che significano entrambi «agitatore di coda», in riferimento al modo altalenante in cui agita costantemente la coda quando si sposta camminando sul terreno.
Fronte, corona e regioni superiori sono oliva od oliva-marrone, con ali e coda prevalentemente marroni. Le regioni inferiori sono bianche, con file di macchioline grigio-marroni su petto, fianchi e addome. I fianchi e le copritrici del sottocoda sono di un contrastante colore camoscio-rosato pallido, tenné o cannella spento. La gola è sempre color bianco brillante, ma può presentare alcune macchioline.
Una linea color grigio chiaro corre dal becco, proseguendo sopra l'occhio, fino al collo, dove assume una tonalità bianco intenso. Un arco bianco può essere visibile sotto l'occhio. Il becco spesso appare sproporzionatamente lungo e grosso date le dimensioni relativamente piccole del volatile. La lunghezza dell'ala è di 7,9-8,5 cm nel maschio e di 7,8-8,2 cm nella femmina, e quella della coda di 5,1-5,5 cm nel maschio e di 5,0-5,2 cm nella femmina. I maschi pesano 19,2-21,6 g, le femmine 20,4-21,4 g.
Maschio e femmina sono molto simili nell'aspetto, e presentano solo minime differenze nel piumaggio stagionale. Questa specie emette un rumoroso e sonoro canto risonante, costituito da note intense e acute, talvolta metalliche, che viene descritto come un sweeu-sweeu-sweeu-chee-ch-wit-it-chit-swee-you.

## Distribuzione e habitat
I terreni di nidificazione del tordo acquaiolo della Louisiana sono situati nell'Ontario, in Canada, e negli Stati Uniti, da Maine, Indiana e Minnesota fino a Nebraska e Kansas a ovest e Texas, Georgia e Carolina del Nord a sud.
Questa specie sverna nelle Indie Occidentali, in Messico e nell'America Centrale e Meridionale.
Predilige habitat situati in prossimità sia dell'acqua che di aree di foresta. Generalmente è presente lungo corsi d'acqua, sia a corso rapido che veloce, dalle sponde scoperte e con gradiente moderato, in bacini idrografici ricoperti da foresta o in aree paludose con acqua permanente.
Evita generalmente i corsi d'acqua più grandi, forse perché le regolari esondazioni associate a queste aree possono impedire il successo della nidificazione. Sembra evitare inoltre i corsi d'acqua inquinati e le aree boschive frammentate.

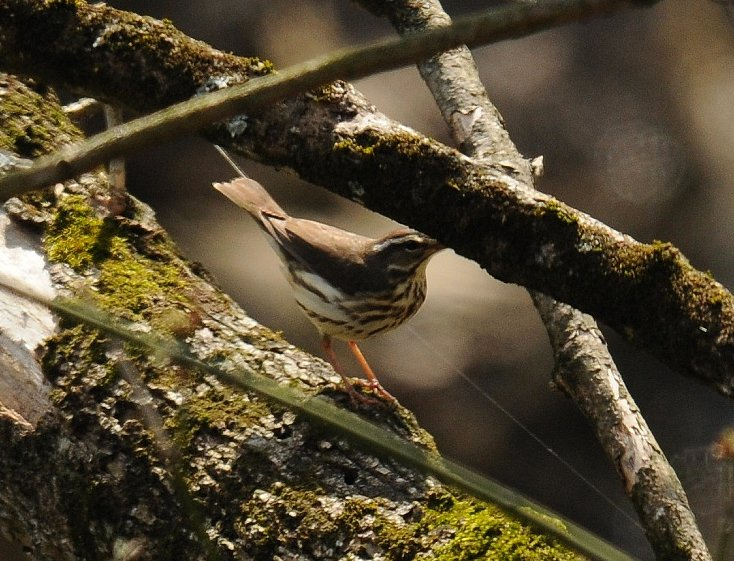
Un esemplare nel Maryland.

## Biologia
Il tordo acquaiolo della Louisiana va in cerca di cibo principalmente sul terreno, lungo i corsi d'acqua, dove difende territori di foraggiamento. Si nutre soprattutto di insetti acquatici e volanti, ma durante l'inverno può catturare coleotteri, formiche, mosche e piccoli crostacei, nonché occasionali piccoli pesci, per incrementare la sua dieta. Durante la migrazione e nelle sue sedi di svernamento, tende a evitare le zone umide forestate, ma va in cerca di cibo lungo strade o sentieri allagati, e in parchi, prati e giardini.
Questa specie inizia ad arrivare nei terreni di nidificazione alla fine di marzo, e spesso ritorna ogni anno nello stesso luogo per riprodursi. Generalmente il maschio arriva prima della femmina per poter stabilire un territorio, e inizia e cantare nel corso di una chiassosa parata di corteggiamento per attirare una compagna. Il maschio continua sporadicamente a cantare per tutto il periodo della nidificazione, spesso eseguendo canti in volo al crepuscolo al di sopra della chioma degli alberi.
Il tordo acquaiolo della Louisiana nidifica tra la fine di maggio e metà giugno, deponendo una singola covata di cinque uova macchiettate di colore variabile dal bianco al bianco-crema per stagione. Specie che nidifica nelle cavità, costruisce un grosso nido nell'argine, nella radice di un albero rovesciato, in un ceppo cavo o sotto tronchi caduti in prossimità dell'acqua corrente, nascosto da radici sporgenti o dall'erba. Sia il maschio che la femmina si dedicano alla costruzione del nido, che è fatto di foglie umide e fangose, aghi di pino, erba e piccoli ramoscelli. La femmina cova le uova per 12 o 13 giorni. Il periodo dell'involo si protrae per 9 o 10 giorni, ma entrambi i genitori continuano a nutrire i piccoli per altre 4 settimane.

## Conservazione
Meno comune e diffuso oggi di quanto non fosse due secoli fa, il tordo acquaiolo della Louisiana ha subito un declino dovuto soprattutto alla diminuzione degli habitat favorevoli, a causa del disboscamento e dalla canalizzazione dei corsi d'acqua, nonché dell'inquinamento, e dello sbarramento di fiumi e torrenti per creare bacini artificiali.
Inoltre, dal momento che questa specie ha bisogno di vaste aree di foresta ininterrotta, è probabile che sia minacciata dall'aumento della frammentazione delle foreste. La raccolta di legname, l'agricoltura, lo sviluppo urbano e le trivellazioni per estrarre gas possono ulteriormente ridurre le aree disponibili per questo animale.
In Canada, il tordo acquaiolo della Louisiana ha limitato e specializzato le proprie esigenze di habitat sia nei siti di nidificazione che di svernamento, e la popolazione ivi presente è divenuta estremamente sensibile ai mutamenti della qualità e della quantità dell'habitat. Tra i fattori che minacciano la popolazione canadese figurano la diminuzione degli insetti sue prede e la riduzione dell'acqua disponibile a causa delle bonifiche a scopo agricolo, dell'eccessiva irrigazione e del cambiamento climatico, nonché la deforestazione e la frammentazione dell'habitat
.
Nonostante vi siano poche misure di conservazione incentrate specificatamente sul tordo acquaiolo della Louisiana, l'organizzazione ambientalista Partners in Flight (PIF) ha incluso specifici livelli di target di popolazione nei suoi piani di gestione regionale.
In Canada, nell'Ontario, è in atto tutta una serie di politiche legislative che forniscono alcune misure di protezione allo specializzato habitat di nidificazione di questa specie. Inoltre, essa può beneficiare dell'ulteriore protezione garantita dalle impervie vallate fluviali in cui vive, aree generalmente difficili da sfruttare a scopo forestale e agricolo o da qualsiasi altro genere di attività.
Il tordo acquaiolo della Louisiana trarrebbe grande beneficio dalla conservazione del suo habitat attuale, in particolare dei corsi d'acqua puliti e non inquinati, nonché dalla riduzione della frammentazione delle foreste nei siti di svernamento e riproduzione.